# Toshio Matsumoto
Toshio Matsumoto (松本 利夫 Matsumoto Toshio?,  Kawasaki, Prefectura de Kanagawa, 27 de mayo de 1975) es un actor, bailarín y director japonés, afiliado a LDH. Es conocido por haber sido uno de los miembros originales del grupo Exile, donde se desempeñaba como bailarín. Matsumoto también fue miembro de la primera generación de J Soul Brothers.

## Vida personal
En 2007, durante un documental de Exile, Matsumoto reveló que padece del síndrome de Behcet, una enfermedad crónica que causa inflamación de los vasos sanguíneos, y que a causa de ello ha perdido la mayor parte de la visión en su ojo izquierdo. El 22 de julio de 2013, anunció un compromiso con una mujer sin relación con el mundo del entretenimiento. La pareja contrajo matrimonio el 1 de enero de 2014, y su primer hijo nació el 19 de abril de 2016.

## Grupos
| Grupo           | Tiempo                      | Ref.   |
| --------------- | --------------------------- | ------ |
| Baby Nail       | 1994 - 1998                 |        |
| Hip Hop Junkeez | 1998                        | [ 10 ] |
| J Soul Brothers | 1999 - 24 de agosto de 2001 |        |
| Exile           | 24 de agosto de 2001 - 2016 |        |

## Filmografía

### Películas
| Año  | Título                         | Papel             |
| ---- | ------------------------------ | ----------------- |
| 2009 | Long Caravan                   | Kenzaburo Shibata |
| 2013 | Little Maestra                 | Masaru Arasawa    |
| 2013 | Shazai no Ōsama                | Funaki            |
| 2013 | Hare nochi Hare, tokidoki Hare | Teitora Ogata     |
| 2016 | Kabuki Drop                    |                   |

### Televisión
| Año  | Título                                               | Papel            | Cadena   | Notas      | Ref.   |
| ---- | ---------------------------------------------------- | ---------------- | -------- | ---------- | ------ |
| 2011 | Heaven's Flower The Legend of Arcana                 | Haru             | TBS      |            |        |
| 2011 | Hagane no Onna season 2                              | Tatsuya Asano    | TV Asahi |            |        |
| 2011 | Rokudenashi Blues                                    | Ioka-sensei      | NTV      |            |        |
| 2011 | Kamisama no Nyōbō                                    | Toshio Iue       | NHK      |            |        |
| 2013 | GTO Shōgatsu Special! Fuyuyasumi mo Nekketsu Jugyōda | Mizushima        | KTV      |            | [ 11 ] |
| 2013 | Goen Hunter                                          | Eikichi Sakamoto | NHK      |            |        |
| 2014 | Dōsōsei: Hito wa, San-do, Koi o suru                 | Taro Kamakura    | TBS      |            |        |
| 2014 | Tokkō Jimuin Minowa                                  | Bunta Minowa     | YTV      |            |        |
| 2015 | Keiseizaimin no Otoko                                | Eigo Fukai       | NHK      | Episodio 1 |        |

### Teatro
| Año  | Título                                                            | Papel         |
| ---- | ----------------------------------------------------------------- | ------------- |
| 2007 | Taiyō ni Yaka rete                                                | Masa          |
| 2008 | Crown Nemuranai Yoru no Hate ni...                                | Martha        |
| 2009 | Words –Yakusoku / Uragiri– subete, Ushinawa reshi mono no tame... | Martha        |
| 2010 | Dance Earth: Negai                                                | Hide          |
| 2010 | Matsu bocchi: Laforet Mae made minna Isshodatta no ni...          |               |
| 2012 | Matsu bocchi 02: Ginga yori Ai o komete                           |               |
| 2013 | Matsu bocchi 03: Position                                         |               |
| 2014 | Utahime                                                           | Taro Shimanto |
| 2016 | Katana Maiki: Kabuki                                              |               |
| 2016 | Matsu bocchi 04: Doors                                            |               |

### Dramade de Internet
| Año  | Título                                                 | Papel          | Sitio web |
| ---- | ------------------------------------------------------ | -------------- | --------- |
| 2011 | 3-Mai-me no Bodyguard: Boku wa Kimi dake o Mamori nuku | Nozomi Mishima | Bee TV    |

### Show de variedades
| Año  | Título       | Cadena   | Notas | Ref.   |
| ---- | ------------ | -------- | ----- | ------ |
| 2010 | Shūkan Exile | TBS      | MC    |        |
| 2012 | Baka Soul    | TV Tokyo | MC    |        |
| 2016 | Matsu bocchi | Fuji TV  | MC    | [ 12 ] |